# 할양
할양(割讓)은 국가 사이에 합의가 이루어져 자기 나라 영토의 일부를 다른 나라에 넘겨주는 일을 가리킨다. 대개 영토를 넘겨주는 데 동의함을 기술하는 할양 조약에 영향을 받는다.

## 할양이 이루어지는 때
할양은 전쟁을 처리하기 위하여 집행되는 경우와 평상시의 교섭에 의거하여 시행되는 경우가 있다. 
- 전쟁 처리 : 강화조약에 따라 패전국의 영역 일부가 전승국에 양도된다.
- 평상시 : 증여·교환·매매에 의하여 이루어지지만, 최근에는 시행되는 일이 거의 없다.

## 할양의 예
- 전쟁 처리 : 1871년 프로이센-프랑스 전쟁 결과 프랑스가 프로이센에 알자스로렌(Alsace-Lorraine)을 떼어주었다.
- 평상시 : 1867년 미국이 러시아 제국으로부터 알래스카를 매입하였다.

## 같이 보기
- 조차지